# Os Repolhos do Burro

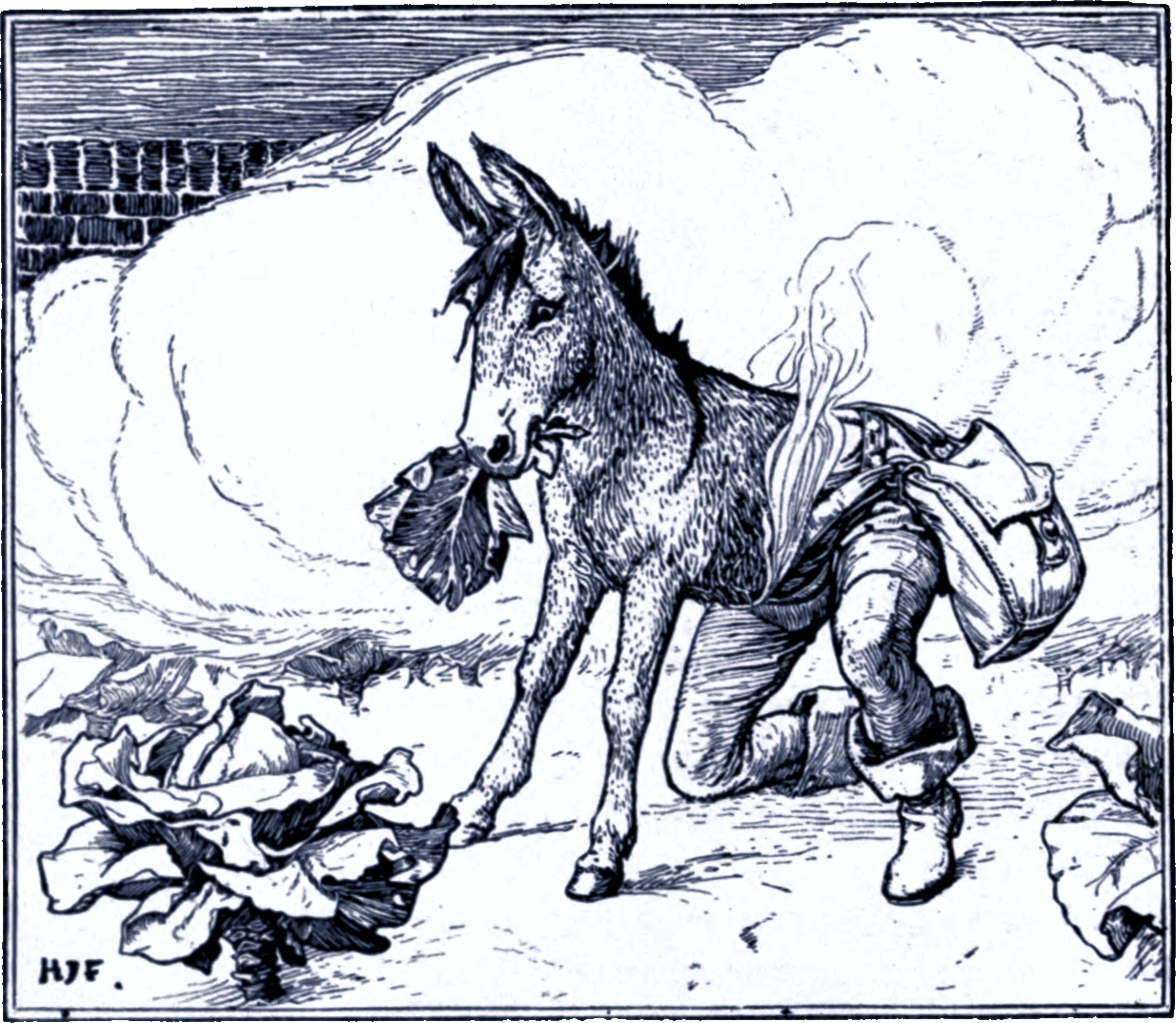
Ilustração da pág. 46 em The Yellow Fairy Book (1894)

Os Repolhos  do Burro ou A Salada Mágica é  um conto de fadas alemão, recolhido pelos Irmãos Grimm, sob o número 122. Andrew Lang o incluiu no seu "O Livro de Fadas Amarelo".
Foi incluído no “Livros das Bruxas” de Ruth Manning-Sanders, com o título "O Repolho do Asno". Em 1988, a história também foi animada pelo estúdio japonês “Nippon Animation”, para a Séries Clássicas - Contos de Grimm. O título do episódio, na versão em Inglês, produzida pela Saban Entertainment é “The Heart Magic”.

## História
Numa floresta, um caçador encontrou uma mulher velha e lhe deu uma esmola para que pudesse comer. Agradecida, ela lhe disse para ir até uma árvore próxima onde havia nove pássaros lutando pela posse de um manto mágico, que realizava os desejos de quem o possuísse. Ele deveria atirar, um dos pássaros morreria e os outros fugiriam, deixando cair o manto, que ficaria para ele.  Além disso, ele deveria comer o coração do pássaro morto, e assim acharia uma moeda de ouro debaixo de seu travesseiro, todas as manhãs. Feito isto, o caçador chegou a um castelo, onde vivia uma bruxa velha e sua linda filha. Encantado pela beleza da moça, logo ele não pensa em mais nada, apenas na filha da bruxa. A velha, que sabia sobre o coração da ave, fez uma porção e mandou a filha dá-la para o caçador, fazendo-o vomitar o coração do pássaro. Depois disso, o caçador não encontrou mais ouro debaixo do travesseiro. A menina comeu o coração da ave e, todas as manhãs, a velha encontrava uma moeda de ouro debaixo do travesseiro. Então, a bruxa desejou o manto, mas a menina foi contra. A mulher ficou furiosa e obrigou a filha a conseguir o manto. Um dia a bela moça fixou o olhar, à distância, através da janela, com aparência muito triste. Ela olhou para a montanha onde havia muitas pedras preciosas e disse ao caçador que desejava estar lá, junto com ele e, imediatamente, sob o manto, para lá se transportaram. Eles encontraram muitas pedras e as recolheram. A velha lançou um encanto no caçador e seus olhos tornaram-se pesados, até que ele descansou a cabeça no colo da menina e adormeceu. Ela pegou o manto de seus ombros e também as pedras preciosas, depois, colocando o manto, desejou estar de volta a sua casa. Quando o caçador acordou, ele descobriu a imensa infidelidade. Vendo três gigantes se aproximarem, finge estar dormindo. Os gigantes, ao vê-lo, pensaram em matá-lo, porém um deles os convenceu a deixá-lo ali, para que seja arrastado por alguma nuvem. Após ouvir isto, o caçador percebendo que os gigantes se afastaram, subiu  para a cimeira da montanha. Uma nuvem o agarrou e ele flutuou através de céus e terras, chegando a uma horta murada. Ali, ele não viu frutos, só repolhos. Estando com muita fome, comeu um repolho e foi transformado em burro. Depois, encontrando outro tipo de repolho, ele comeu novamente e retornou à forma humana. O caçador adormeceu e, na manhã seguinte, levou consigo os dois tipos de repolhos. Disfarçado, ele voltou ao castelo da bruxa e se apresentou como mensageiro do rei, enviado para encontrar o melhor repolho para seu soberano, temendo porém o calor que poderia fazer a verdura murchar. Gulosa, a bruxa pediu para experimentar, dando também à filha e à sua serva. Imediatamente, todas se transformaram em mulas. A seguir, o caçador as vendeu a um moleiro, orientando-o para dar à mula mais velha (a bruxa) uma refeição e três chibatadas por dia; à segunda (a serva), três refeições e uma chibatada por dia; e à terceira (a filha da bruxa), três refeições ao dia e nenhuma chibatada. O caçador partiu para outras terras. Retornando, depois de algum tempo, reencontrou o moleiro que lhe contou que a mula mais velha havia morrido; mas as duas mais novas estavam tão tristes, pareciam que iriam morrer também. O caçador as comprou de volta e, dando-lhe a comer o segundo tipo de repolho, as trouxe de volta à forma humana. A filha da bruxa devolveu-lhe a capa e o coração da ave, dizendo que jamais havia desejado enganá-lo, mas que fora forçada pela mãe. O caçador, que continuava apaixonado pela moça, a perdoou e eles se casaram e foram felizes para sempre.